# Rhipidocotyle pentagonum
Rhipidocotyle pentagonum är en plattmaskart. Rhipidocotyle pentagonum ingår i släktet Rhipidocotyle och familjen Bucephalidae. Inga underarter finns listade i Catalogue of Life.